# Petrus Henricus van Mens

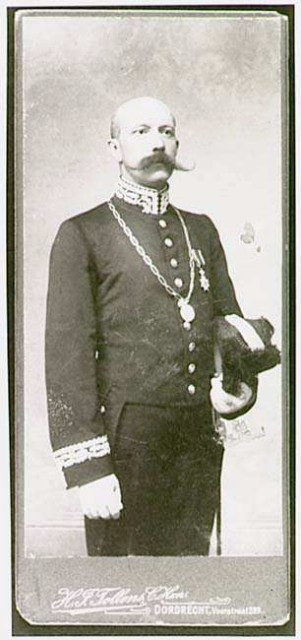
van Mens als burgemeester begin 20ste eeuw

Petrus Henricus van Mens (Breda, 4 januari 1867 - Eindhoven, 25 mei 1937) was burgemeester van Eindhoven van 1898 tot 31 december 1919 en heeft zich als laatste burgemeester van 'klein' Eindhoven ingezet voor de samenvoeging van Eindhoven met de omringende plaatsen Strijp, Stratum, Tongelre, Gestel en Woensel in 1920.  
Van Mens was een zoon van Henricus Adrianus van Mens, advocaat en procureur, en Hendrina Maria Hensterman. Hij was gehuwd met Elisa Francisca Josephina Maria van Werkhoven, geboren te Amersfoort op 21 september 1872, overleden te Eindhoven op 17 juli 1946, dochter van George Albert van Werkhoven, notaris, en Josephina Catharina Wilhelmina van Zinnicq Bergmann.
Van Mens bleef na zijn burgemeesterschap als correspondent Ie klasse van De Nederlandsche Bank in Eindhoven. Hij was ridder in de Orde van Oranje-Nassau, begiftigd met de medaille van koning Albert I van België en lid van het Ridderlijke gilde Sint-Sebastiaan in Eindhoven van 1899 tot 1937.